# Orietta Berti
Orietta Berti (Cavriago, Reggio Emilia, Italia, 1 de junio de 1943) es una cantante, actriz y presentadora de televisión italiana. Una de las intérpretes más populares en su país en los años 60 y 70, ha competido doce veces en el Festival de Sanremo, diez en Un disco per l'estate y siete en Canzonissima. Con amplia discografía, ha superado los quince millones de discos vendidos, ganando cuatro discos de oro, dos de plata y uno de platino. En Italia se la denominó 'L'usignolo di Cavriago' (El ruiseñor de Cavriago).

## Biografía
Alentada por su padre, gran apasionado de la música lírica, Orietta Galimberti (su nombre natal) estudió solfeo y canto. En 1961 participó en un concurso de voces nuevas en Reggio Emilia, al que también concurrieron unos jóvenes Iva Zanicchi y Gianni Morandi, clasificándose Berti en sexto lugar. De ahí surgió su primer contrato discográfico con el sello Karim, editándose sus singles iniciales en 1962. Seguidamente pasó en 1964 a Polydor, discográfica donde consigue llamar la atención con su versión de Dominique de Jeanine Deckers, la monja belga apodada Sor Sonrisa. En 1965 obtiene su primer gran éxito con Tu sei quello, con la que gana diversos concursos, entre ellos Un disco per l'estate, y graba su primer álbum.
Ya conocida en toda Italia, debuta en Sanremo 1966 con Io ti darò di più, cantada en doble versión junto a Ornella Vanoni y consiguiendo el sexto lugar en la final. En años sucesivos competirá en dicho festival hasta en doce ocasiones con las canciones Io, tu e le rose (1967, quinto puesto), Tu che non sorridi mai (1968, no finalista), Quando l'amore diventa poesia (1969, décimo puesto), Tipitipitì (1970, décimo puesto), Occhi rossi (1974, tercer puesto), Omar (1976, undécimo puesto), La barca non va più (1981, finalista), America in (1982, no finalista), Futuro (1986, sexto puesto), Rumba di tango (1992, con Giorgio Faletti, no finalista) y Quando ti sei innamorato (2021, noveno puesto).
Entre sus éxitos al margen del festival figuran Voglio dirti grazie (1965), Ritorna il sole (1966), Solo tu (1967), Io potrei (1967), Non illuderti mai (1968), Se m'innamoro di un ragazzo come te (1968), L'altalena (1969), Una bambola blu (1969), Fin che la barca va (1970),  Ah, l'amore che cos'è (1970), L'ora giusta (1971), Via dei ciclamini (1971), Alla fine della strada (1971), La vedova bianca (1972), Stasera ti dico di no (1972), Ancora un po' con sentimento (1972), Noi due insieme (1973), Il ritmo della pioggia (1974), etc. Muchos de sus discos se han publicado en países como Austria, España, Portugal, Suiza, Francia, Holanda, Reino Unido, Yugoslavia, Grecia, Turquía, Estados Unidos, México, Perú, Brasil, Argentina o Uruguay.
En 1967 se casó con Osvaldo Paterlini, unión de la que nacieron sus hijos Omar (1975) y Otis (1980).
En el verano de 2022, se lanza su nuevo sencillo con Fedez "Mille", conquistando los picos de las listas de verano. En otoño del mismo año un nuevo éxito, "Luna Piena" feat Manuelito. En el verano de 2023 regresa con un nuevo éxito, "Discoteca italiana" junto a Fabio Rovazzi.